# 札幌運転所

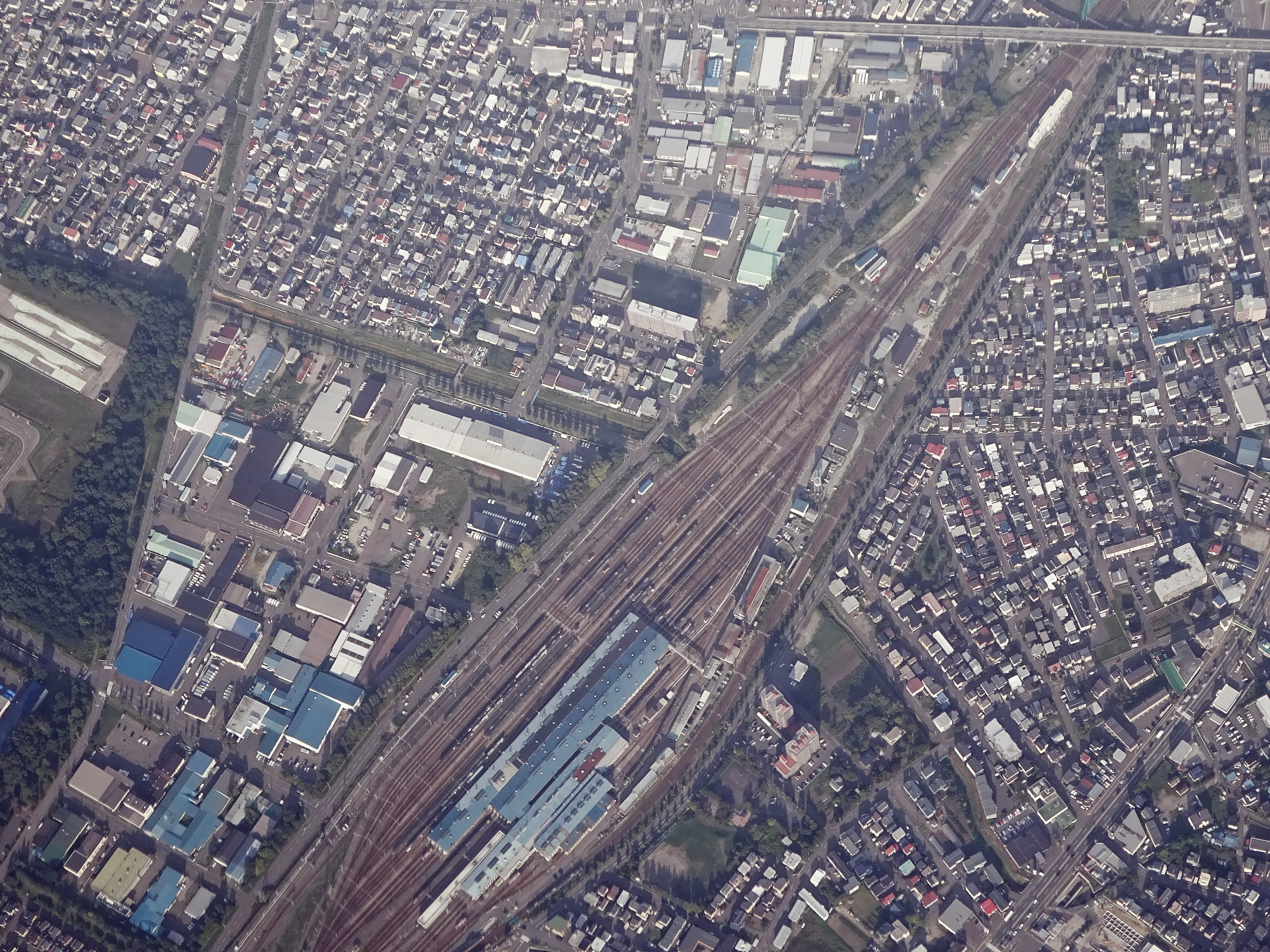
JR北海道札幌運転所を空撮（2021年）

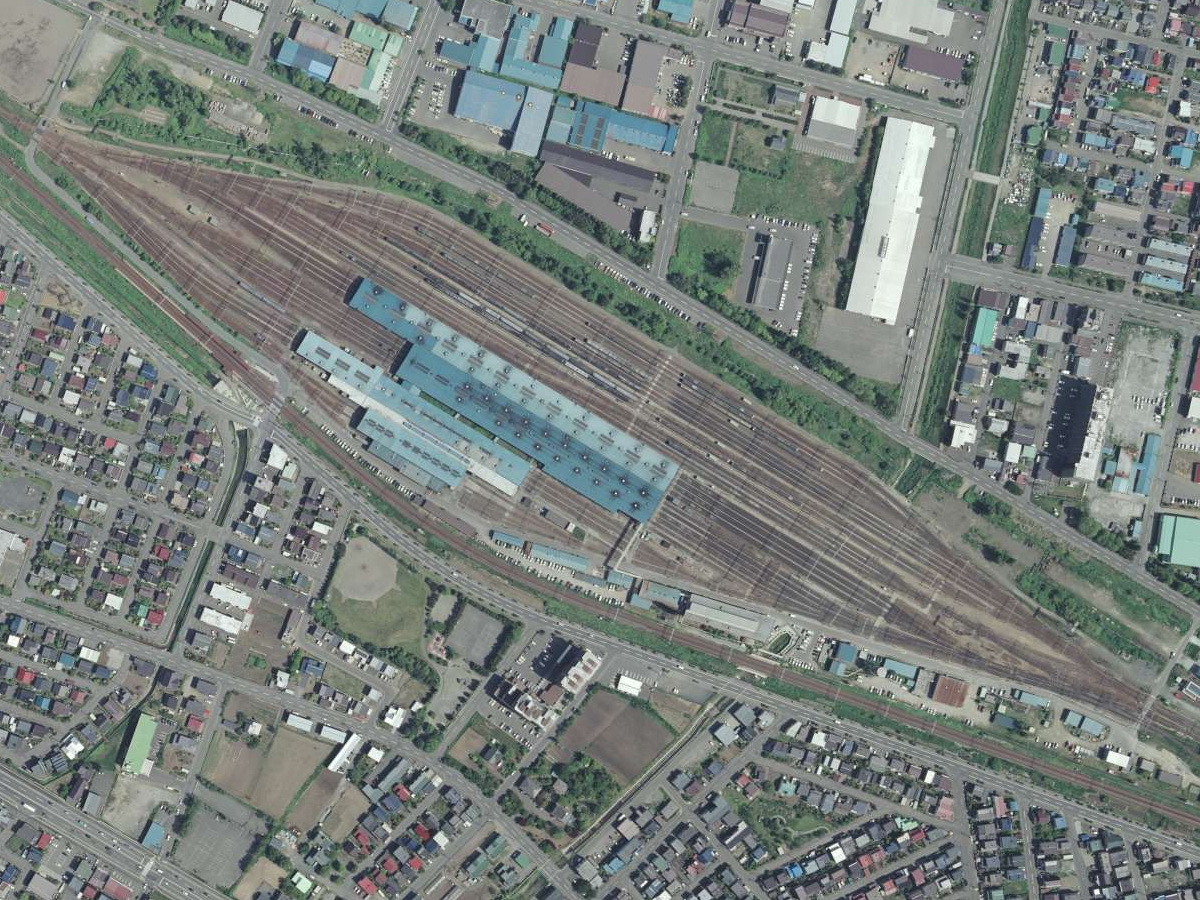
札幌運転所の空中写真（2008年5月撮影）

札幌運転所（さっぽろうんてんじょ）は、北海道札幌市手稲区曙1条3丁目にある北海道旅客鉄道（JR北海道）の車両基地である。また運転士も所属している。本社鉄道事業本部の管轄。所属略号は「札サウ」。入出区線は手稲駅と接続されており、隣駅の稲穂駅が最寄りとなっている。
札幌地区においては苗穂運転所が気動車を中心とした基地であるのに対して、当所は気動車の配置もあるものの電車（一部客車）を主体とした基地である。また、札幌地区はJRグループ在来線の電化区間として飛び地となっているが、同地区を中心に使用される電車は全車両が当運転所に所属されている。

## 歴史

### 設置の経緯
札幌地区の車両基地としては、1957年（昭和32年）に苗穂機関区（当時）に気動車120両配置を目途に設計された基地が設置され、このほか札幌駅に隣接して札幌客貨車区が併設されていた。
しかし、輸送力増強により、1964年（昭和39年）度末に苗穂の気動車配置両数は170両に達してしまい、これ以上の増強は用地面などで不可能であった。
一方で、国鉄では1963年（昭和38年）度から「第3次5か年計画」を受けた道内各線区の複線化・電化工事を行っており、増加する車両の留置、電化時の電車基地早期確保に対処するためには札幌地区に新たな車両基地の設置が求められることとなった。
新基地の位置については、1961年（昭和36年）以降、道内の輸送体型が山線（倶知安・小樽）経由から、海線（千歳線・室蘭本線）経由に移行しつつあり、札幌駅が始終着駅としての性格を強めていることから、札幌駅の西方への設置が入出区の面で優位とされ、その中で比較的用地買収費用が安い札幌郡手稲町に新設することとなった。
新設後には苗穂に185両の気動車を残したうえで残る客車と気動車（札幌客貨車区所属も含む）が移管され、そして札幌圏電化後は電気運転を行う車両のうち電車を受け持つ基地として機能している。

### 年表
- 1965年（昭和40年）9月1日 - 札幌運転区として開設[4]。
- 1987年（昭和62年）3月1日 - 札幌運転所に改称。
- 1987年（昭和62年）4月1日 - 国鉄分割民営化に伴い、北海道旅客鉄道に継承。

## 配置車両
2024年（令和5年）4月1日現在の所属車両は以下のとおり。
| 電車  | 気動車 | 機関車 | 客車 | 貨車 | 合計  |
| ----- | ------ | ------ | ---- | ---- | ----- |
| 432両 | 47両   | 0両    | 1両  | 0両  | 479両 |

### 電車
- 785系電車（10両）
  - 0番台の5両編成2本（NE-501・502編成）が所属している。
  - 特急「すずらん」で使用されている。

- 789系電車（66両）
  - 0番台の6両編成6本（HE-101+201 - 106+206編成）と1000番台の5両編成6本（HL-1001 - 1004, 1006, 1007編成）が所属している。
  - 0番台は特急「ライラック」、1000番台は特急「すずらん」・「カムイ」で使用されている。

- 721系電車（132両）
  - 一般仕様の3両編成22本（F-1 - F-6, F-2107, F-8 - F-14, F-3015, F-3017 - F-3021, F-1009, F-5001編成）と、快速「エアポート」仕様の6両編成11本（F-3101 - F-3103 + F-3201 - F-3203, F-3123 + F-3222, F-4101 - F-4104 + F-4201 - F-4204, F-5101 - F-5103 + F-5201 - F-5203編成）が所属している。
  - 函館本線・千歳線・札沼線の各電化区間の普通列車のほか、快速「エアポート」に使用される。
  - 3両編成のうち、F-1009編成には「uシート」が連結されており、F-5001編成と連結して「エアポート」の運用に入る場合がある。

- 731系電車（63両）
  - 3両編成21本（G-101 - G-121編成）が所属している。
  - 721系電車（3両編成）・733系・735系との共通運用で、函館本線・千歳線・札沼線の普通列車に使用される。

- 733系電車（129両）
  - 3両編成21本（B-101 - B-121編成）、快速「エアポート」仕様として6両編成11本 (B-3101 - B-3111 + B-3201 - B-3211) が所属している。
  - 2012年の札沼線（桑園 - 北海道医療大学間）電化開業に伴い導入された[5]。
  - 721系（3両編成）・731系・735系との共通運用で、函館本線・千歳線・札沼線の普通列車に使用される。
  - 快速「エアポート」仕様編成は同系統他編成と連結しての運用、他車種との連結は考慮されておらず、それぞれの編成で運用に入る。

- 735系電車（6両）
  - 3両編成2本（A-101・A-102編成）が所属している。
  - 2010年の新製当初は各種試験に使用され、2012年5月1日から営業運転を開始した[6]。
  - 721系（3両編成）・731系・733系との共通運用で、函館本線・千歳線・札沼線の普通列車に使用される。

- 737系電車（26両）
  - 2両編成13本（C-1 - C-13編成）が所属している。
  - 2023年5月20日から営業運転を開始した。
  - 函館本線・千歳線・室蘭本線の各電化区間のワンマン運転を行う普通列車に使用される。1日1往復のみ、千歳線経由で札幌 - 東室蘭間の運用も存在する。

### 気動車
- キハ261系気動車（47両）
  - ST-1100編成[注釈 3]が2両編成9本 (1101 - 1106・1116 - 1118) 、ST-1200編成[注釈 4]が2両編成9本 (1201 - 1206・1216 - 1218) 、キハ260形1300番台が11両 (1301 - 1308・1336 - 1338) の計47両が所属している。
  - いずれも1000番台で、特急「おおぞら」・「とかち」で使用される。
  - 特急「とかち」は帯広方にST-1100編成、札幌方にST-1200編成を連結した4両編成で運転される。特急「おおぞら」は、中間に増結用のキハ260形1300番台を連結した5両で運転される。
  - キハ260形1300番台5両（1339 - 1343）は、2022年3月に釧路運輸車両所へ転属された[7]。

### 客車
- マヤ35形客車

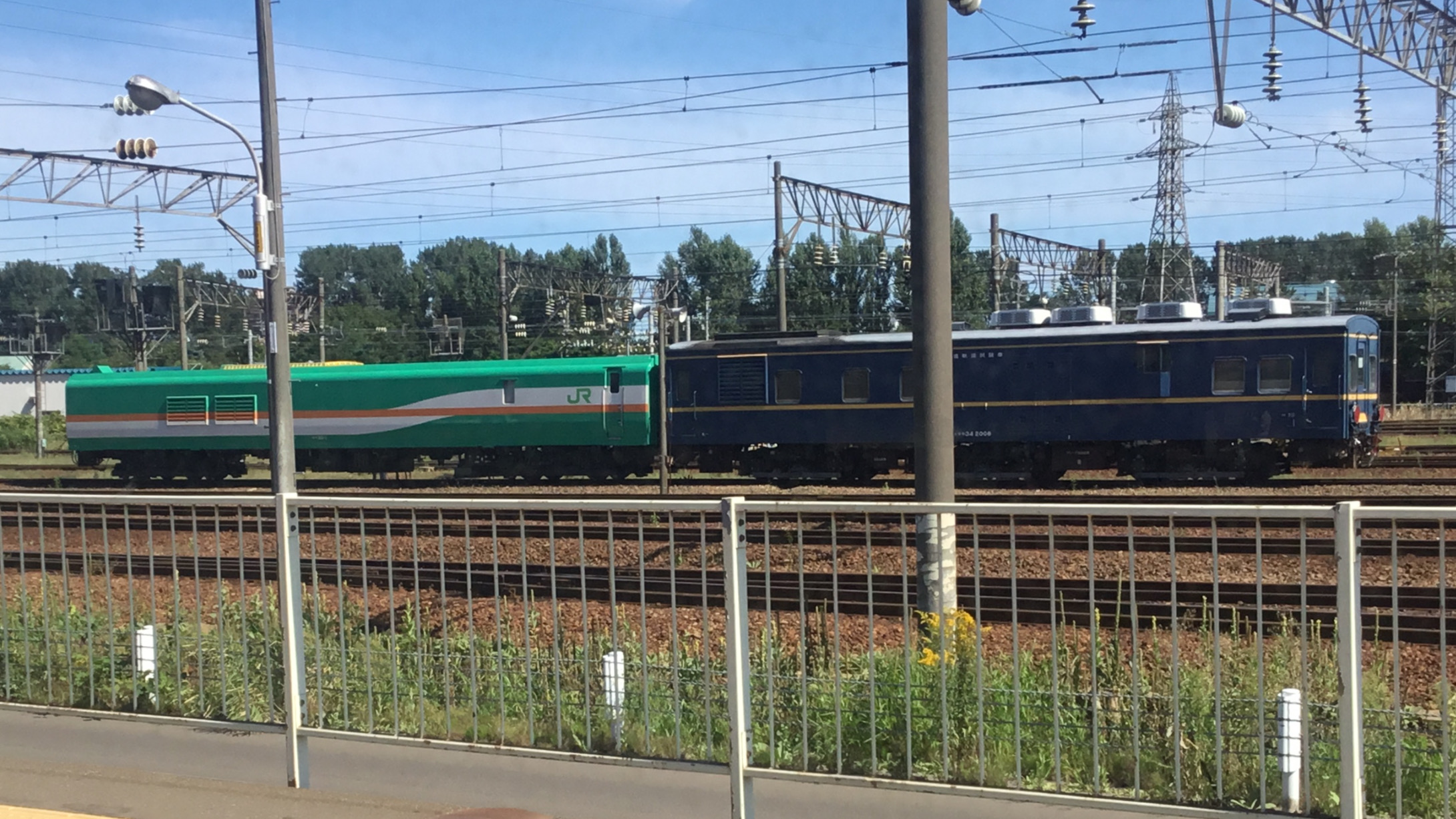
札幌運転所構内に停車中のマヤ35 1（左）とマヤ34 2008（右）（2018年9月2日撮影）

  - 軌道検測車として、1両（マヤ35 1）が配置されている。2017年5月17日付で新製配置された[8]。

### 過去の配置車両
- 711系電車
  - 2014年4月1日時点では3両編成14本（S-101 - S-103, S-105 - S-111, S-113, S-114, S-116, S-117編成）が所属していたが、2015年3月31日までに全廃された。
  - 本運転所の留置容量の関係上、定期的な検査・修繕等で入区する以外は運用される線区の主要駅（小樽駅・札幌駅・旭川駅など）にて留置されたほか、東室蘭駅と岩見沢運転所に滞泊・留置されるケースも多かった。
  - 主に函館本線・札沼線の普通列車に使用された。千歳線・室蘭本線への普通列車運用もあったが、こちらは2012年10月のダイヤ改正をもって完全撤退した。S-110編成は2011年6月に、S-114編成は2012年5月[9]に車体塗装を国鉄色へ変更した。

- キハ183系気動車
  - 特急「オホーツク」・「サロベツ」・「とかち」のほか、各種臨時列車用の車両が配置されていた。
  - 2012年10月27日のダイヤ改正で、 733系電車の導入および札沼線（学園都市線）の電化開業に伴い、札沼線の電化区間が札幌運転所の担当になったことと、733系電車の新製配置により札幌運転所構内が手狭になったこと、さらに苗穂運転所所属のキハ141系気動車が定期運用終了となった関係で、気動車の一部を苗穂に集約させる関係上、苗穂運転所に転属している。

- キハ283系気動車
  - 29両が配置され、特急「おおぞら」に使用されていた。2020年3月に、キハ283形5両 (2・4・6・8・10) 、キハ282形6両 (2・104・106・2004・3002・3004) 、 キロ282形2両 (2・4) が廃車されるとともに、キハ283形5両 (12・14・16・18・20) 、キハ282形7両 (4・6・8・108・110・2006・2008) 、 キロ282形1両 (8) が釧路運輸車両所へ転属[10]し、同年4月にはキハ282形2両（102・2002）が廃車され、キロ282形1両（6）が釧路運輸車両所へ転属した[11]。その後、釧路運輸車両所に転属された車両は、キロ282形2両を除き[注釈 5]、2022年2月 - 3月にかけて苗穂運転所へ転属された[7]。

- キハ285系気動車
  - 2014年9月10日、試作車の落成直前に開発の中止が発表され[12]、甲種輸送後同年10月31日付で本所に配属となった[13]が、2015年3月31日付で除籍となり、留置されていた苗穂工場にて2017年3月に解体された[14]。

- 14系客車
  - 末期は2016年3月まで急行「はまなす」で使用され、2016年4月1日時点ではオハ14形8両 (503, 507, 508, 510, 512, 515, 531, 535) 、スハフ14形7両 (502, 506, 509, 551, 555 - 557) の15両が所属していたが、2017年3月20日JR貨物のDF200-108に牽引され東武鉄道へ譲渡された。
- 24系客車
  - 2015年4月1日時点ではオハネ25形・オハネフ25形・オハネ24形・スハネ25形など26両が配置されていたが、2015年度内に全て廃車された。
  - 寝台特急「北斗星」や急行「はまなす」で使用されていた。

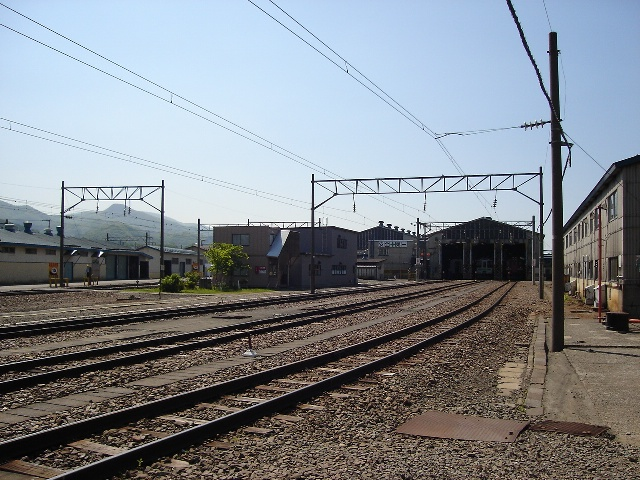
運転所構内（2007年6月）

## 運転士乗務範囲
- 函館本線（小樽 - 旭川間）
特急列車は「カムイ」・「ライラック」の当運転所 - 札幌 - 旭川間のほか、「カムイ」・「ライラック」の旭川運転所への回送乗務も担当する。
- 室蘭本線・千歳線（室蘭 - 沼ノ端 - 白石間、南千歳 - 新千歳空港間）
特急列車は「すずらん」・「北斗」の当運転所ー札幌ー東室蘭（室蘭）担当
両路線を跨いで走行する列車は、基本的に通しで乗務する。
- 宗谷本線（旭川 - 北旭川間）
特急「カムイ」「ライラック」の旭川運転所への回送のみ担当。